# 30241 Donnamower
30241 Donnamower este un asteroid din centura principală de asteroizi.

## Descriere
30241 Donnamower este un asteroid din centura principală de asteroizi. A fost descoperit pe 27 aprilie 2000 la Socorro, New Mexico, în cadrul proiectului LINEAR. Asteroidul prezintă o orbită caracterizată de o semiaxă mare de 2,22 ua, o excentricitate de 0,05 și o înclinație de 2,7° în raport cu ecliptica.